# Dolga vas (Lendava)
Dolga vas is een plaats in Slovenië en maakt deel uit van de gemeente Lendava in de NUTS-3-regio Pomurska. De plaats telde 618 inwoners op 1 januari 2020.

## Geboren
- Maria Pozsonec (1940-2017), politica